# Didier Calmels
Didier Calmels (* 16. Juli 1951) ist ein französischer Jurist und Manager, der sich vor allem mit der Übernahme und Sanierung insolventer Unternehmen beschäftigt. Calmels ist außerdem seit Jahrzehnten im Automobilsport engagiert, darunter zeitweise in der Formel 1.

## Biografie

### Ausbildung und erste Berufstätigkeit
Calmels studierte in den 1970er-Jahren Rechts- und Wirtschaftswissenschaften. 1974 begann er seine Berufstätigkeit als Jurist. Zunächst war er Angestellter einer Rechtsanwaltskanzlei, die am Tribunal de Commerce (Handelsgericht) in Paris tätig war, später war er Verwaltungsjurist (französisch: Syndic) im Pariser Vorort Nanterre. In den 1980er-Jahren stand er seiner eigenen wirtschaftsrechtlich ausgerichteten Anwaltskanzlei Calmels Meille Harpillard & Associés vor. In dieser Zeit spezialisierte er sich auf die Übernahme und Restrukturierung von Unternehmen, die sich in wirtschaftlicher Schieflage befanden. Zu Beginn der 1980er-Jahre gehörte Calmels zum Umfeld des Unternehmers Bernard Tapie, dessen juristischer Berater er zeitweise war. Calmels verschaffte Tapi Zugang zu hohen politischen Amtsträgern, unter anderem dem damaligen Justizminister.

### Tötungsdelikt 1989
Am 28. Februar 1989 tötete Calmels seine Ehefrau, mit der er mehrere Kinder hatte, und versuchte daraufhin erfolglos, sich selbst das Leben zu nehmen. Nach den späteren Feststellungen des Gerichts war es eine Eifersuchtstat. Calmels wurde im März 1990 zu einer sechsjährigen Haftstrafe verurteilt, aber bereits 1992 vorzeitig aus der Haft entlassen.

### D&P Participations
Nach seiner Haftentlassung gründete Calmels in Paris die Beteiligungsgesellschaft D&P Participations („Développement et Partenarait“, deutsch: „Entwicklung und Partnerschaft“), deren Mehrheitseigner er auch 25 Jahre später noch ist. In den folgenden Jahren betätigte er sich wieder als Investor und restrukturierte wirtschaftlich angeschlagene Unternehmen. In den Blick der Öffentlichkeit gelangte Calmels 2013, als er über D&P die Groupe Doux im bretonischen Châteaulin übernahm, den seinerzeit größten Geflügelfleischproduzenten Europas, der im Jahr zuvor insolvent geworden war. D&P hielt zeitweise mehr als zwei Drittel der Anteile. Im Mai 2015 gab Calmels die Mehrheitsbeteiligung wieder auf; er sah die Sanierung des Unternehmens als abgeschlossen an. Calmels bezeichnete seine Arbeit bei der Group Doux als das größte Restrukturierungsprojekt seiner beruflichen Laufbahn.

### Automobilsport

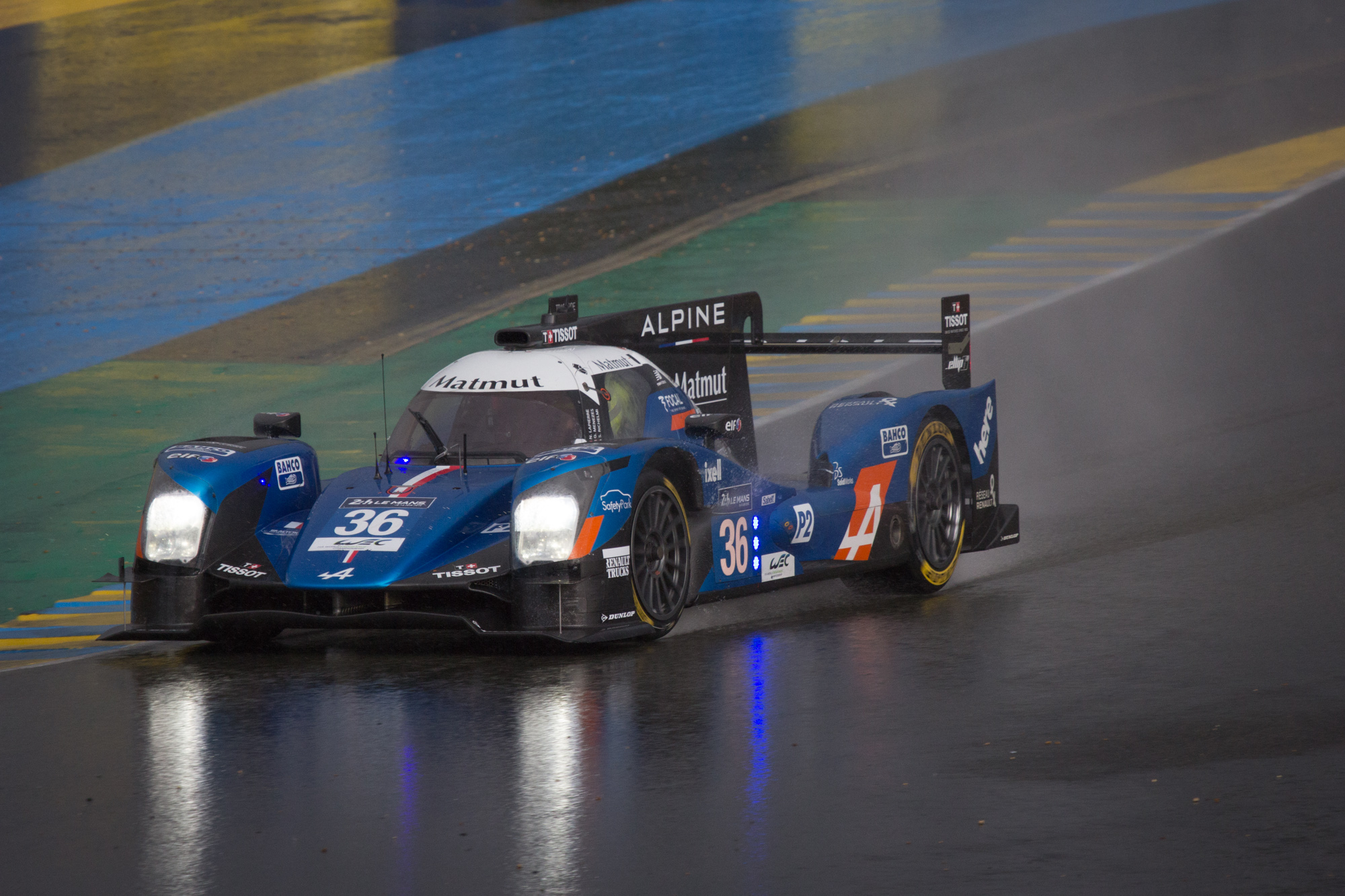
Von Didier Calmels mitfinanziert: Alpine A460-Nissan von Signatech Alpine beim 24-Stunden-Rennen von Le Mans 2016

Es gibt Berichte, dass Didier Calmels in den 1970er-Jahren auf Amateurniveau Automobilrennen fuhr. Konkrete Ergebnisse sind in einschlägigen Datenbanken allerdings nicht verzeichnet.
1986 ging Calmels eine Partnerschaft mit dem ehemaligen Rennfahrer Gérard Larrousse ein, der bis 1985 Rennleiter des Formel-1-Teams von Renault gewesen war und nach dessen Rückzug und einem kurzen Zwischenspiel in der Équipe Ligier den Aufbau eines eigenen Rennstalls organisierte. Der Kontakt wurde von dem Rennfahrer Philippe Alliot vermittelt, der mit Calmels befreundet und mit Larrousse bekannt war. Das Team trat in den Jahren 1987 und 1988 als Larrousse Calmels in der Formel-1-Weltmeisterschaft an. Calmels war hier für kaufmännische Fragen zuständig. Nachdem Calmels im März 1989 verhaftet worden war, übernahm Gérard Larrousse seine Anteile; das Team erhielt daraufhin die Bezeichnung Equipe Larrousse.
Nach der Haftentlassung engagierte sich Calmels als Anteilseigner im Langstreckensport. Im Jahr 2008 beteiligte er sich an dem französischen Team Signatech, das einige Jahre lang an der European Le Mans Series teilnahm und seit 2013 als Partner des Sportwagenherstellers Alpine als Signatech-Alpine auch in der FIA-Langstrecken-Weltmeisterschaft antritt. Beim 24-Stunden-Rennen von Le Mans 2016 erzielte das Team mit Gustavo Menezes, Nicolas Lapierre und Stéphane Richelmi den Sieg in der LMP2-Klasse. 
Im September 2017 kündigte Calmels an, in Zusammenarbeit mit Schmidt Peterson Motorsports unter dem Namen Calmels Sport am 500-Meilen-Rennen von Indianapolis teilzunehmen. Fahrer sollte Tristan Gommendy werden. Das Engagement kam allerdings nicht zustande.